# Heimatkunde (Schulfach)
Das Schulfach Heimatkunde bezeichnet ursprünglich die nahräumlich-geographisch geprägten Bildungsinhalte der Volks- und Grundschule. In vielen Ländern ist Heimatkunde als schulische Allgemeinbildung durch den Sachunterricht abgelöst worden. Es gibt auch Kombinationen, wie Heimat- und Sachunterricht. Heimatkunde ist aber auch heute noch eine regional übliche Fachbezeichnung, etwa in vielen Kantonen der Schweiz.

## Geschichte
Heimatkunde war als Begriff für den allgemein bildenden Unterricht, insbesondere der jüngeren Schüler, schon im 19. Jahrhundert weit verbreitet. Wichtige Vertreter der Heimatkunde waren Wilhelm Harnisch (1787–1864) und Friedrich August Finger (1808–1888). Gestützt auf Vorarbeiten von Carl Ritter und Johann Georg Tobler wurde Johann Wilhelm Mathias Henning (1783–1868) mit seiner Elementargeographie (1812) von Mitzlaff als der eigentliche Gründervater der Heimatkunde bezeichnet. Heimatkunde war damals noch nicht in ihren Vermittlungsinhalten vereinheitlicht und wurde auch „Anschauungsunterricht“ genannt. Heimatkunde wurde in Preußen mit den Stiehlschen Regulativen 1854 im Zuge der Restauration nach der demokratischen Revolution von 1848 untersagt. Seit 1908 war Heimatkunde in den Volksschulen verbindlich.

### Deutschland

#### Weimarer Republik
Heimatkunde wurde in der Weimarer Republik erstmals zu einem durch Richtlinien anerkannten Unterrichtsfach. Trotz der Bemühungen  – etwa von Hugo Conwentz – war Heimatkunde häufig auf ländliche Idylle orientiert und konnte keine realistische Orientierung auf die Gegenwartsprobleme bieten. Lediglich Fritz Gansberg versuchte Anfang des 20. Jahrhunderts, die Heimatkunde als Großstadtheimatkunde für Gegenwartsfragen zu öffnen. Es überwog aber die von Eduard Spranger beeinflusste Richtung der Heimatkunde, die als Ziel ein „geistiges Wurzelgefühl“ und „Bodenverbundenheit“ propagierte. Allerdings wurden seit Anfang des 20. Jahrhunderts auch Konzepte der Arbeitsschule vertreten und aus dieser Perspektive in den Heimatkundeunterricht eingebracht.

#### Nationalsozialismus
Die Heimatkunde wurde inhaltlich fast nahtlos zur Zeit des Nationalsozialismus übernommen. Damals wurden nur weitere Festtage wie Heldengedenktag, Sonnenwendfest und Hitlers Geburtstag ins heimatkundliche Themenspektrum eingefügt. Ansonsten blieb der als Gesamtunterricht konzipierte Heimatkundeunterricht weitgehend wie in der Weimarer Republik.

#### Bundesrepublik
Auch in der Nachkriegszeit war Heimatkunde in der Bundesrepublik Deutschland das anerkannte Zentralfach des heimatkundlichen Gesamtunterrichts der Grundschule. Erst in den 1960er Jahren wurde das Fach zuerst durch Sachkunde und später durch Sachunterricht abgelöst. Die Kritik an der Heimatkunde bezog sich auf ideologische Überfrachtung, geographische Enge, zu wenig Wissenschaftlichkeit und zu starke Orientierung an Landidylle statt an Problemen der Gegenwart. Der Begriff Heimatkunde wurde 1969 in den Lehrplänen aufgegeben. Allerdings blieben in einigen Bundesländern Kombinationsformeln wie Heimat- und Sachunterricht (HuS, HSU) bestehen oder es wurden Themen der Heimatkunde (wie z. B. die Ortsgeschichte) im Sachkundeunterricht behandelt.

#### DDR
In der DDR war Heimatkunde bis zu ihrem Ende 1989 als Disziplin des Deutschunterrichts in Klasse 1 und 2 und als eigenständiges Unterrichtsfach in der 3. und 4. Klasse Bestandteil der Unterstufenlehrpläne. Sie wurde in den letzten Lehrplangenerationen in zwei Teillehrgänge (Einführung in das gesellschaftliche Leben und Kenntnisse über die Natur/Naturbeobachtungen) untergliedert. In den Klassen 3 und 4 bereitete sie auf den Unterricht in den Fächern Geografie, Biologie, Physik und Geschichte in Klasse 5 vor.

### Schweiz
Heimatkunde liefert in der schweizerischen Primarschule (1. bis 5./6. Klasse) das Vorwissen für Geografie, Geschichte und Biologie, welches in der Oberstufe in ebendiesen Fächern angewandt wird. Sie ist neben Sprache (Deutsch) und Rechnen (Mathematik) eines der drei zählenden Fächer. Andere Schweizer Regionen benutzen für diesen Inhaltsbereich andere Fachbezeichnungen wie „Natur – Mensch – Mitwelt“.

### Österreich
In Österreich war Heimatkunde ein Schulfach in der Volksschule aller vier Klassen bis in die 1970er Jahre. Dabei wurde vor allem auf die nähere Umgebung der Schüler eingegangen. Dies war ganz in der Tradition des Erdkundeunterrichts. Heute wird dieses Wissen in den Lernzielen des Sachunterrichts, der weit mehr umfasst, mitvermittelt. Der Begriff wird heute aber oft noch in Verbindung mit örtlichen Museen („heimatkundliches Museum“) verwendet.